# 劉國縉
劉國縉（16世紀—17世紀），字敬夫，號義齋，遼東復州衛軍籍，江西吉安府泰和縣人，明朝政治人物。

## 生平
萬曆十九年（1591年）辛卯科山東鄉試第七十二名舉人，二十三年（1595年）中式乙未科會試第二百八十四名，三甲第一百八十三名進士。大理寺觀政，授寧波府推官，二十七年（1599年）丁父憂，服闋，起為衛輝府推官，三十五年（1607年）考選，三十六年（1608年）八月升貴州道監察御史，論劾內監陳永壽及陳邦彥淫惡殺人，三十九年（1611年）京察被處浮躁罷職，四十六年（1618年）後金努爾哈赤攻破撫順城，文淵閣大學士方從哲與遼東經略楊鎬以劉國縉為遼東人，起為兵部職方司主事，贊畫遼東軍事，受命招募新兵一萬七千四百餘人，分發鎮江、寬甸、靉陽、清河諸處防守，然而分防清河者陸續盡逃，遭兵科給事中薛鳳翔論劾，天啟元年（1621年）遼瀋失陷，劉國縉與山東按察司僉事牛維曜、山東按察司副使、兵備海蓋康應乾等各航海逃至登州府，經熊廷弼上言收復遼東須用遼東人，升山東按察司副使、兵備登萊，招集歸附之眾，揀選團練以圖進取，三年（1623年）十月遭刑科給事中解學龍論劾庸懦無為，谿壑無厭，遭工科給事中郭興言論劾託名賑濟遼民，冒帑金數萬私充囊橐，罷職提問，按律追贓。

## 家族
曾祖劉洪；祖父劉承德；祖母郭氏；父劉夢元（1529年-1599年），字子登；母康氏（1528年-1572年）；繼母費氏。兄劉國經，弟劉國紳、劉國緯。妻王氏。子劉士瑋。劉國紳子劉士璉。